# João Francisco Salm
Dom João Francisco Salm (São Pedro de Alcântara, 11 de outubro de 1952) é um bispo católico brasileiro. Foi bispo diocesano de Tubarão. Nomeado em 19 de janeiro de 2022 como 5º bispo da Diocese de Novo Hamburgo.

## Biografia
É filho de Francisco Salm e Maria Ida Schmitt Salm, ambos descendentes de alemães. Com 12 anos, em fevereiro de 1965 ingressou no Pré-Seminário de Antônio Carlos, onde completou seus estudos primários.
Nos anos de 1967 a 1972, fez seus estudos ginasiais e do ensino médio no Seminário Menor Metropolitano Nossa Senhora de Lourdes, em Azambuja, Brusque. De 1973 a 1975 frequentou a primeira turma do curso superior de Estudos Sociais, em cuja grade curricular constavam todas as disciplinas de Filosofia, na recém criada Fundação Educacional de Brusque. De 1975 a 1979, cursou a faculdade de Teologia no Instituto Teológico de Santa Catarina em Florianópolis.
Em 13 de maio de 1979, foi ordenado diácono em Camboriú, e presbítero, em 30 de junho do mesmo ano, no Santuário de Azambuja em Brusque, por Dom Afonso Niehues. 
De 1980 a 1983, foi professor e orientador dos alunos no Seminário Menor Metropolitano em Brusque e no ano seguinte acumulou as funções de reitor do mesmo seminário, reitor do santuário, regente do coral e diretor do Museu Dom Joaquim. Em março de 1984, foi nomeado administrador paroquial da Paróquia Santa Catarina em Brusque. Exerceu esses cargos até o final de 1991.
De 1992 a 2008, foi reitor do Seminário de Teologia e coordenador arquidiocesano da Pastoral Vocacional da Arquidiocese de Florianópolis. De 1992 a 1996 foi juiz do Tribunal Eclesiástico Regional de Florianópolis. De 2006 a 2008 foi coordenador arquidiocesano de pastoral da arquidiocese. Foi membro, por diversos períodos, do Conselho Presbiteral da Arquidiocese de Florianópolis e como representante dos seminários da arquidiocese.Entre os anos de 2009 a 2011 foi Pároco da Paróquia de Santa Teresinha em Brusque S.C. No dia 29 de março de 2011, no período de Sede Vacante, foi escolhido pelo Colégio de Consultores para ser o Administrador Arquidiocesano da Arquidiocese de Florianópolis, até a chegada do novo arcebispo, Dom Wilson Tadeu Jönck. Em novembro de 2011, o arcebispo o nomeou ecônomo da mitra arquidiocesana. 
Aos 26 de setembro de 2012, foi nomeado pelo Papa Bento XVI como bispo da Diocese de Tubarão.
No dia 7 de maio de 2019, foi eleito presidente da Comissão Pastoral para os Ministérios Ordenados e a Vida Consagrada da CNBB, período a concluir-se em 2023.
No dia 19 de janeiro de 2022 foi nomeado pelo Papa Francisco como 5º bispo da Diocese de Novo Hamburgo. A sua posse será relaizada em 27 de março de 2022.

## Ordenações episcopais
Dom João foi bispo ordenante de:
- Dom Onécimo Alberton